# 棚橋なもしろ
棚橋 なもしろ（たなはし なもしろ）は、日本の漫画家。

## 略歴
- 2003年 - 7月期MGPにて佳作を受賞[1]。同年秋、第71回週刊少年マガジン新人漫画賞にて『必殺! 捕物町』が佳作を受賞[2]。
- 2005年 - 『週刊少年マガジン』50号より『15の夜』を3号連続掲載にてデビュー[2][1]。
- 2006年 - 『週刊少年マガジン』50号から『ハンマーセッション!』を連載。
- 2009年 - 『ハンマーセッション!』本編のその後を描いた小説版が発売された。
- 2010年 - 『週刊少年マガジン』26号より『ハンマーセッション!』の続編、『ハンマーセッション! In High School』を連載[3]。
- 2011年 - 『マガジンSPECIAL』12号より『BE DASH!』を連載[4]。
- 2015年 - 『月刊ヒーローズ』5月号より『VOICE CUSSION』を連載[5]。
- 2015年8月 - 武者イラストの展示イベント「第4回 武者絵展」の東京巡回展に参加[6]。
- 2016年2月 - 『VOICE CUSSION』の公式Webラジオ「VOICE SESSION」に棚橋が出演[7]。
- 2018年 - 『マンガワン』にて5月より『あなたの鼓動を見させて。』連載。
- 2021年 - 『ガンガンONLINE』にて3月より『転生した元奴隷、最強の貴族になって年上の娘と世界最強を目指します』を連載[8]。
- 2024年 - 『くらげバンチ』にて10月より『殺戮のエデン -明日誰かが死ぬ恋愛リアリティショー-』を連載[9]。

## 人物
大のウサギ好きであり、ペンネームは以前飼っていたウサギに付けた名前から取っているほか、自画像もウサギをベースにしている。また、西武球場（現・西武ドーム）の付近に住んでいることからかつて西武ライオンズ（現・埼玉西武ライオンズ）に所属していた清原和博の大ファンであり、引退試合を見に仕事の合間を縫って京セラドーム大阪まで行っている。

## 作品リスト

### 連載
- ハンマーセッション!（構成：小金丸大和→八津弘幸、『週刊少年マガジン』2006年50号 - 2009年2・3合併号[3]、全11巻）
  - ハンマーセッション! In High School（『週刊少年マガジン』、構成：八津弘幸、2010年26号[3] - 49号[10]、全3巻）※『ハンマーセッション!』の続編
  - ハンマーセッション!アカサギ編（『マガジンSPECIAL』2010年No.7[11] - No.10）※短期集中連載[11]
- BE DASH!（『マガジンSPECIAL』2011年No.12[4] - 2013年No.8、全4巻）
- VOICE CUSSION（原作：小金丸大和、『月刊ヒーローズ』2015年5月号[5] - 2016年12月号[12]、全5巻）
  - VOICE CUSSION 2nd STAGE（原作：小金丸大和、『ふらっとヒーローズ』[13]2019年2月1日 - 7月26日[14]、上記の第5巻に併録）
- あなたの鼓動を見させて。（原作：MITA、『マンガワン』[15]2018年5月8日 - 2019年10月2日、全5巻）
- 屍チャンネル（原作：あかほりさとる、シナリオ協力：藤丸亮、『マンガPark』2021年2月23日[16] - 2023年12月24日[17]、全4巻）
- 転生した元奴隷、最強の貴族になって年上の娘と世界最強を目指します（原作：三木なずな、『ガンガンONLINE』（アプリ版先行）2021年3月17日[8] - 2023年5月17日[18]、全5巻）
- 殺戮のエデン -明日誰かが死ぬ恋愛リアリティショー-（原作：屋敷サラ、『くらげバンチ』2024年10月29日[9] - 、既刊1巻）

### 読み切り
- 15の夜 名もなき少年達の叫び（『週刊少年マガジン』2005年50号‐52号）
- かそうぶっ!（原作：原田重光、『週刊少年マガジン』2010年4・5合併号 - 6号[19]）
- 保健室のMIISAん!（『マガジンSPECIAL』2011年No.3）
- 月下不忍（『ミラクルジャンプ』2012年9号[20]）
- 小能力地球バスターズ（『マガジンSPECIAL』2012年No.9）
- そふとなSとM関係。（『ミラクルジャンプ』15号）
- マンガ肉（『月刊コミックゼノン』2018年8月号、グルメアンソロジー企画[21]） - アンソロジー『マンガ肉』（2018年8月20日刊）に収録[22]

### 挿絵
- 戦国武将物語 シリーズ（青い鳥文庫、著：小沢章友）

### その他
- 『新約「巨人の星」花形』第22巻 寄せ書き（2011年2月17日発売[23]） - イラストとコメント[23]
- チャリティCD「手をつなごう」ジャケットイラスト（2011年4月29日発売[24]）
- 『『弱虫ペダル』公式アンソロジー 放課後ペダル4』（2016年5月6日発売[25]） - イラスト[25]

## 師匠
- 久保ミツロウ[2]